# Job (Puy-de-Dôme)
 Job  es una población y comuna francesa, situada en la región de Auvernia, departamento de Puy-de-Dôme, en el distrito de Ambert y cantón de Ambert.

## Demografía
| 1143 | 1078 | 967 | 946 | 997 | 1051 |
| Para los censos de 1962 a 1999 la población legal corresponde a la población sin duplicidades (Fuente: INSEE [Consultar]) |      |     |     |     |      |